# John Bauer

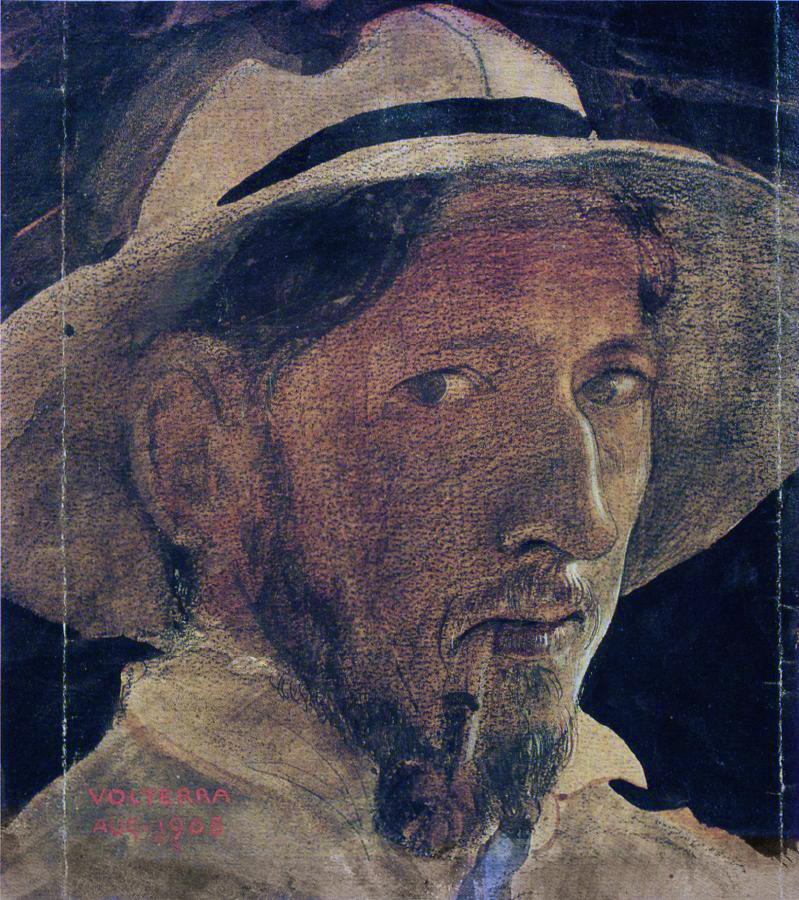
John Bauer, autorretrato, 1908.

John Bauer (Jönköping, 4 de junio de 1882-lago Vättern, 20 de noviembre de 1918) fue un ilustrador sueco conocido por la serie de ilustraciones Bland Tomtar och Troll  (Entre duendes y troles), un libro de cuentos muy popular.
Con sus ilustraciones transmitió cierta poética, una interpretación menos grotesca del folclore en que se basaban y, a diferencia de otras ilustraciones para libros en su día, las de Bauer eran típicamente de página completa y en acuarela o gouache, con colores tenues.

## Biografía
Sus padres, Joseph Bauer —alemán— y Emma Charlotta Wadell —sueca—, tuvieron cuatro hijos, siendo John Bauer el tercero. La única hija del matrimonio, Anna Bauer, murió a los trece años. John Bauer tenía en ese entonces once años y fue profundamente afectado por el deceso de su hermana, lo cual influyó evidentemente en su arte. Desde pequeño, mostró su aptitud para el dibujo e interés por la naturaleza de su región natal.
A los dieciséis años, John Bauer marchó a Estocolmo con el objetivo de estudiar artes y dos años más tarde ingresó en la Real Academia Sueca de las Artes. Compaginó sus estudios en la academia con los de la historia del vestido, de las armas y de la construcción, conocimientos que se reflejaron en sus obras. Sin haber acabado sus estudios, recibió su primer encargo para ilustrar un libro de cuentos, Hace mucho, mucho tiempo (1903), el tipo de trabajo por el que se hizo famoso.
Durante su estadía en la academia, conoció a Esther Ellquist, con quien se casó en diciembre de 1906. Sería la modelo de Bauer para La princesa hada (1905) y varias otras de sus obras. El mismo año de su boda, comenzó a ilustrar una serie anual de cuentos que le otorgaron la fama. Ocho de las diez primeras ediciones estaban completamente ilustradas por él y contaban con sus famosos retratos de troles, muy conocidos entre los lectores suecos.
En la primavera de 1908, el matrimonio viajó a Italia para proseguir los estudios de artes y pasaron dos años en una villa cercana a Volterra. Bauer murió a los 35 años, junto con su esposa y su hijo, Bengt (o Putte), de dos años, todos ahogados en el lago Vättern cuando el vapor Per Brahe en que viajaban naufragó en una tempestad en noviembre de 1918.

## Obra
El trabajo de John Bauer mantiene elementos procedentes de Albert Engström y Carl Larsson, dos pintores que le fueron contemporáneos e influyentes. La obra más conocida de Bauer es como se ha indicado el realizado para Bland Tomtar och Troll, una colección de cuentos de hadas escrita por autores suecos y publicado anualmente a partir de 1907. La obra obtuvo un merecido éxito. Bauer ilustró las ediciones de 1907-1910 y de 1912-1915. Las primeras ediciones eran de tonalidades cinéreas y en ocasiones viradas hacia tonalidades amarillentas. En sus trabajos posteriores como lo son Princess Tuvstarr y Skutt el alce contra el cielo crepuscular, las ilustraciones eran señaladamente policromáticas. Sus principales obras —realizadas en plena belle époque— sorprenden por lo vanguardistas, poseen elementos que las aproximan lejanamente a los artistas de la Secesión vienesa, las ilustraciones de la revista Simplicissimus y en líneas generales al modernismo, sin embargo Bauer iba más allá y gran parte de sus trabajos parecen corresponder a una estética que sería más frecuente un siglo más tarde. Otro motivo típico en sus ilustraciones son los bosques de su tierra natal, Småland.
En 1913, Bauer recibe el encargo del arquitecto Ragnar Östberg de realizar un fresco, Den helige Martin och tiggaren (San Martín y el mendigo), para la cofradía de Nyköping. Su obra también se exhibe en la Exposición Universal de San Francisco (1915).
Su influencia puede ser percibida en la obra de los ilustradores como el británico Arthur Rackham.

## Galería de obras

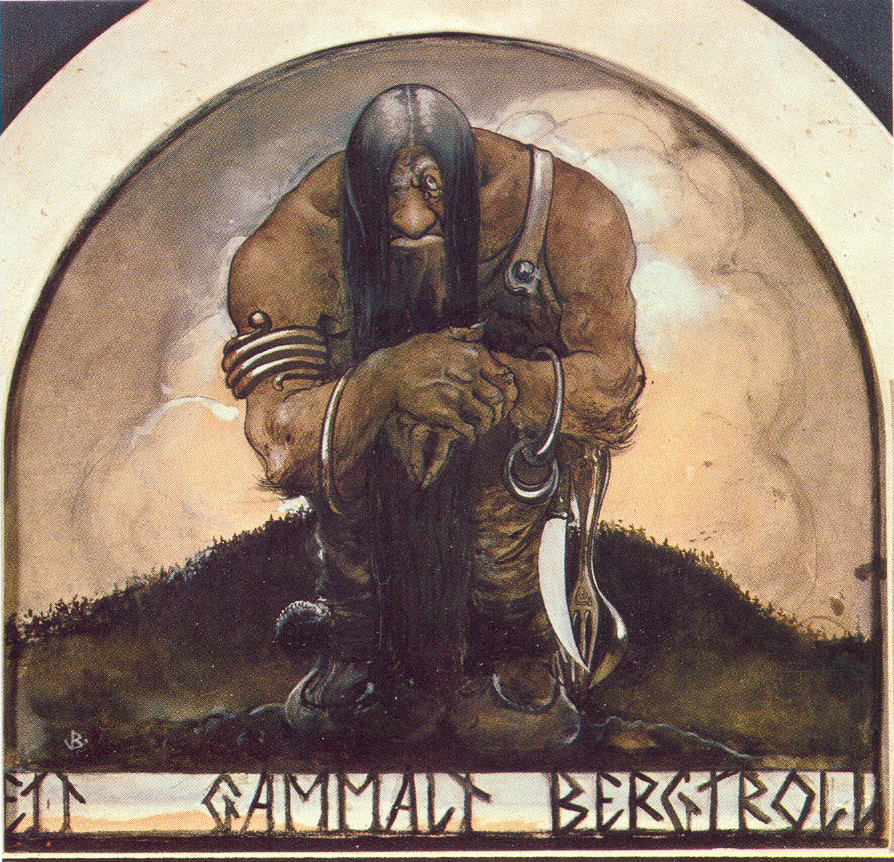
Ett gammalt bergtroll (1904)
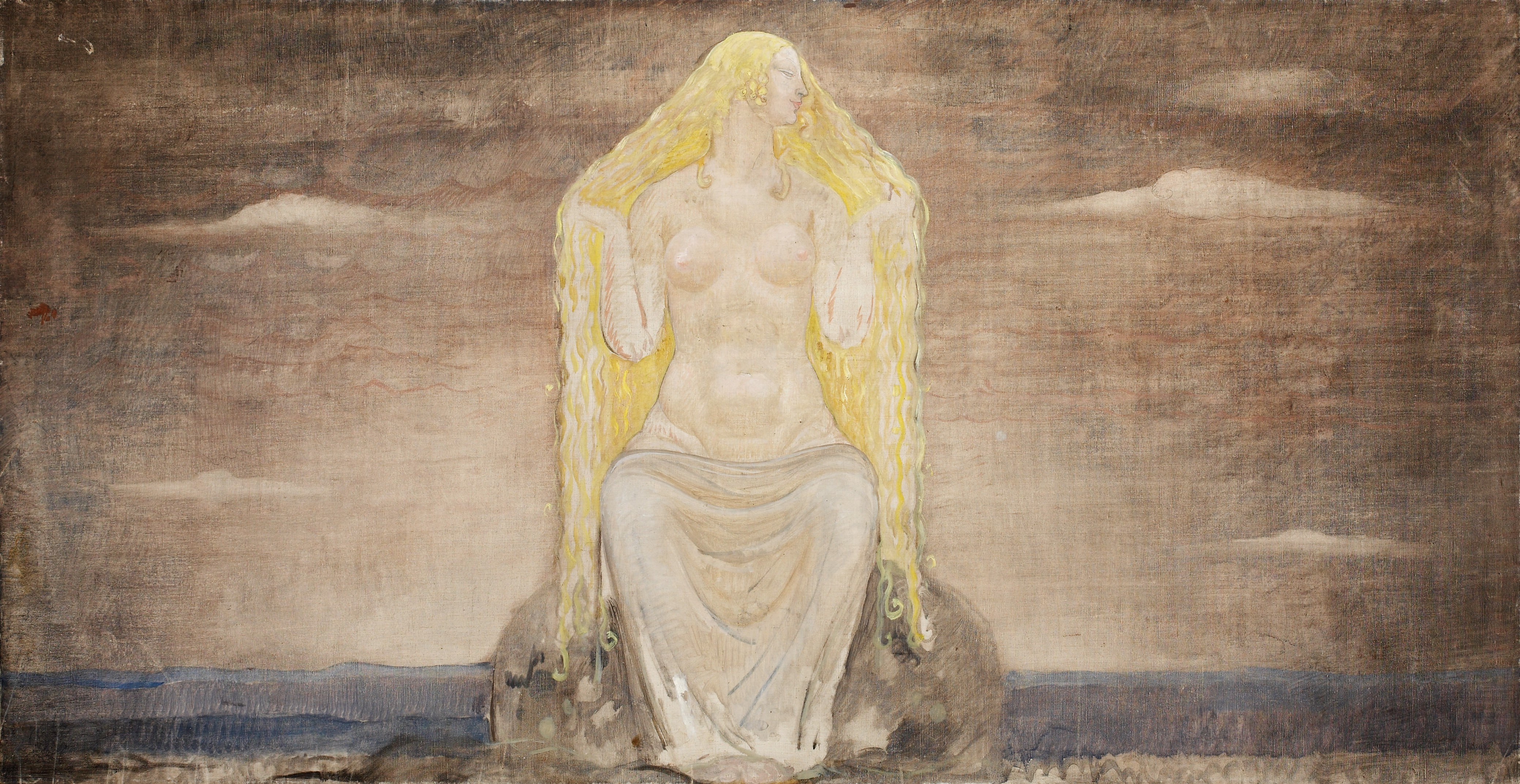
Freyja (1905)
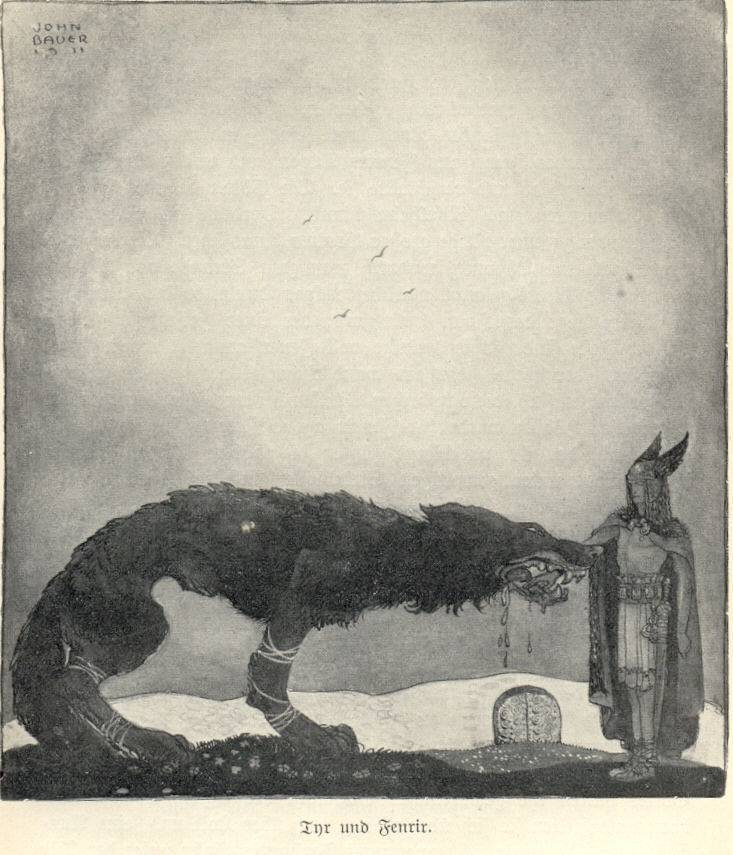
Tyr y Fenrir (1911)
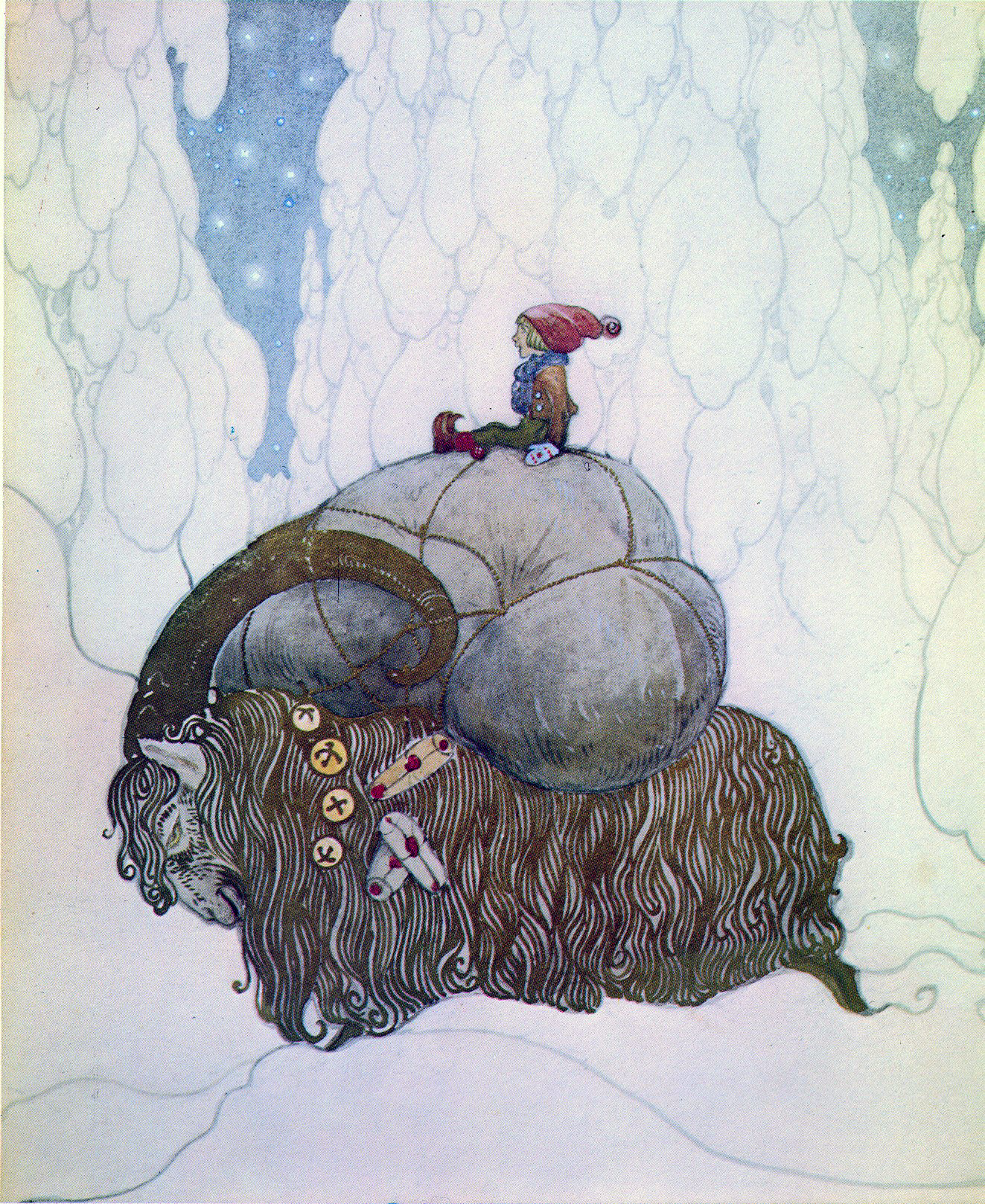
Julbocken (1912)
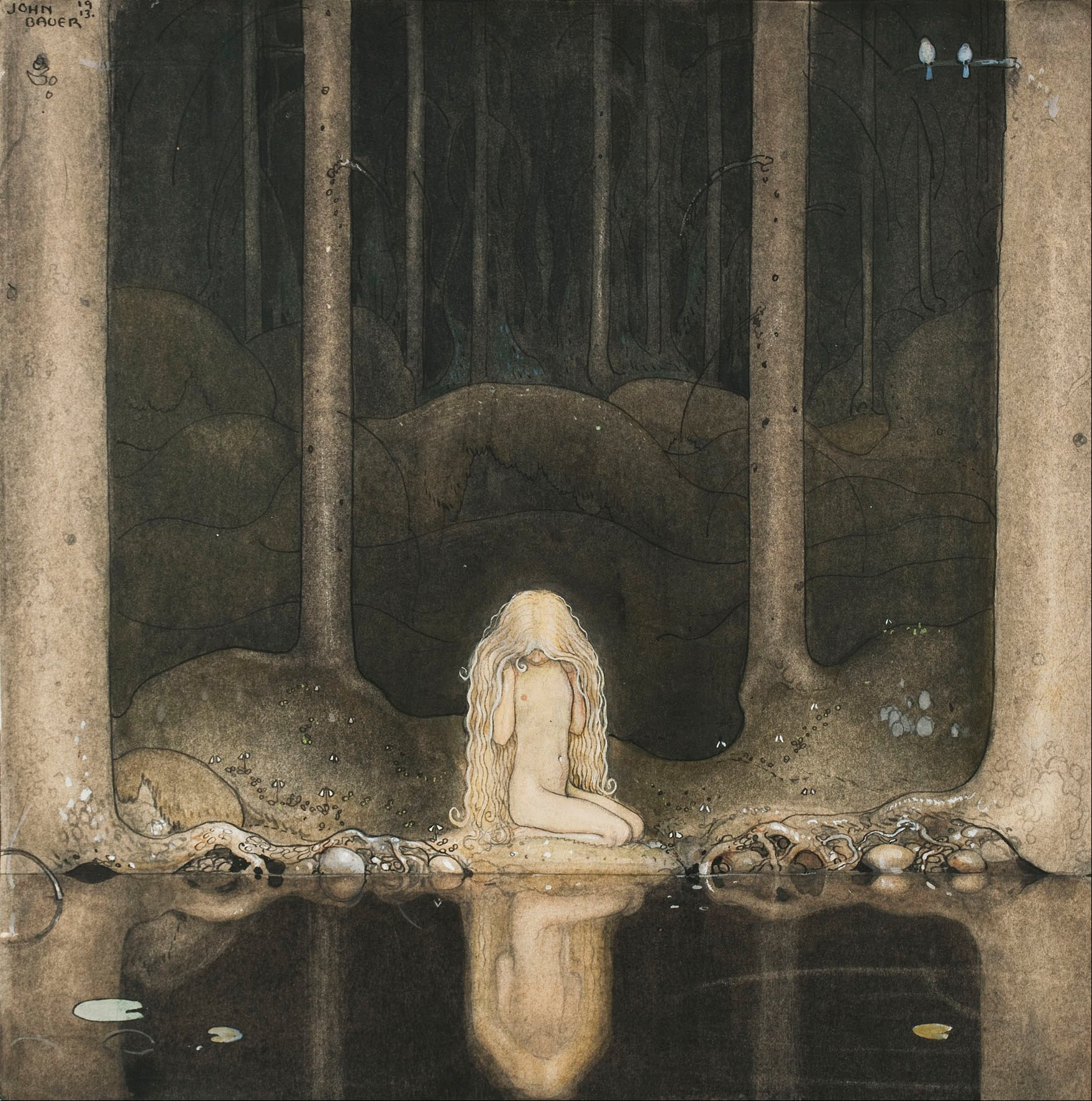
Ännu sitter Tuvstarr kvar och ser ner i vattnet (1913)

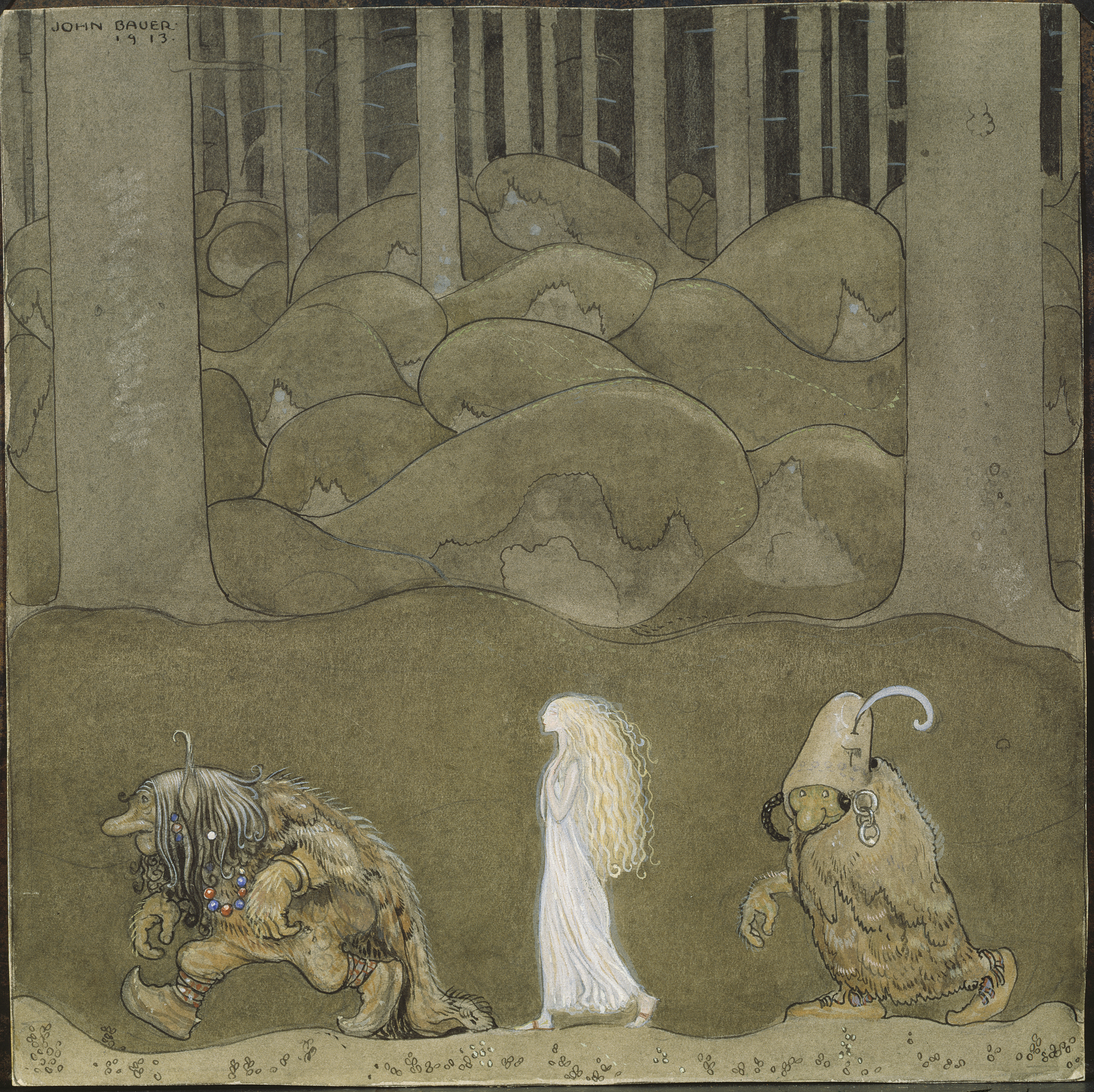
Prinsessan och trollen (1913)
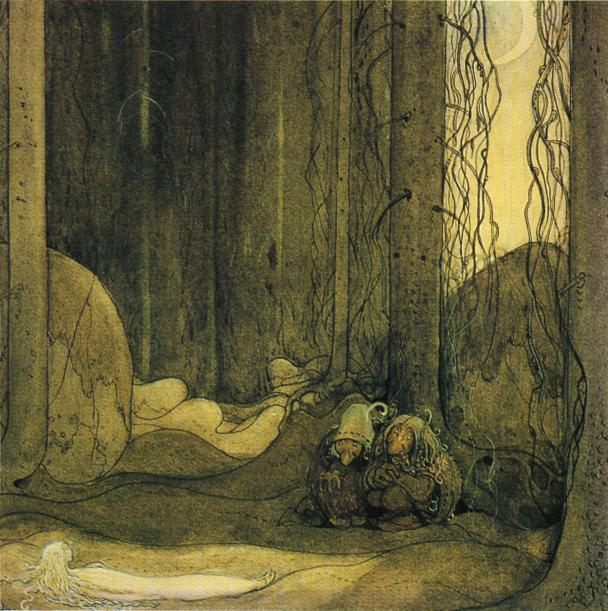
Då hon åter vaknade låg hon på mossan i skogen (1913)
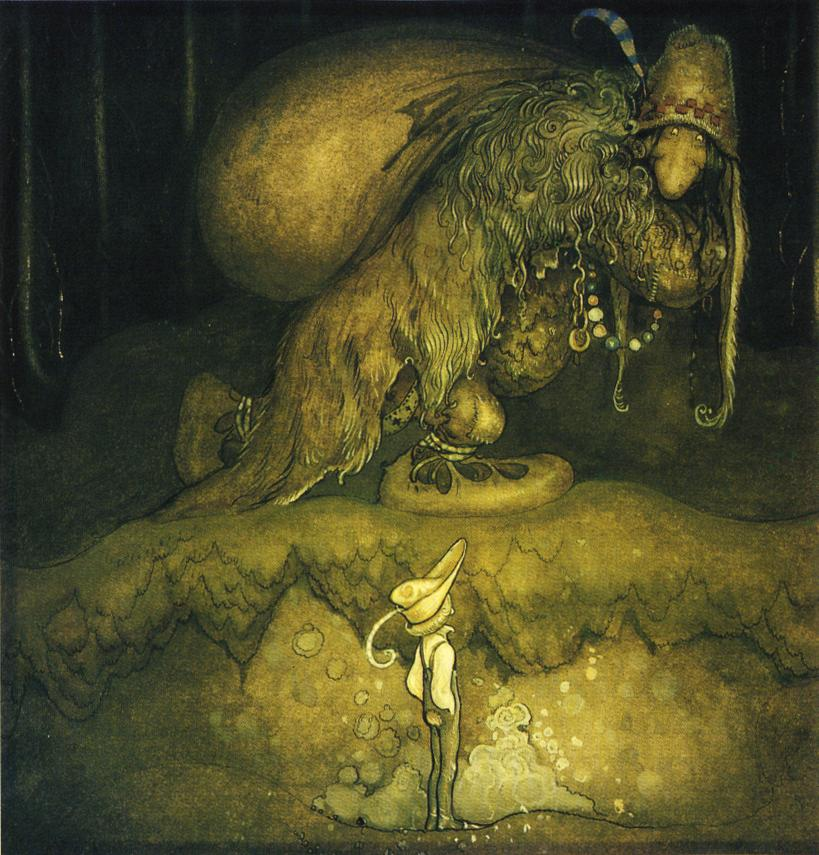
God kväll, farbror! Hälsade pojken (1915)
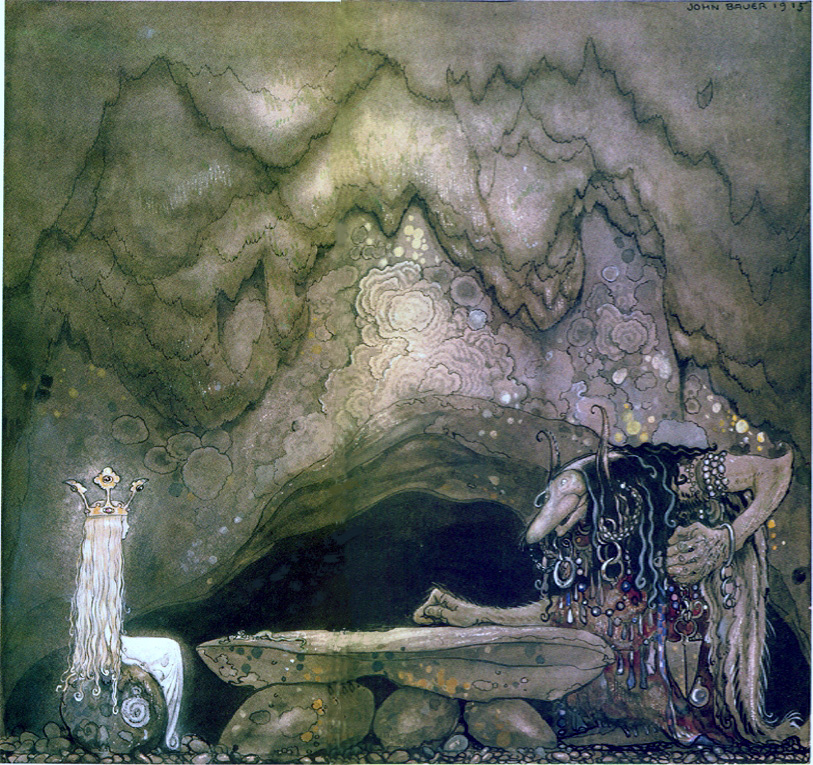
Nå, hur är det med aptiten fortsatte trollmor (1915)
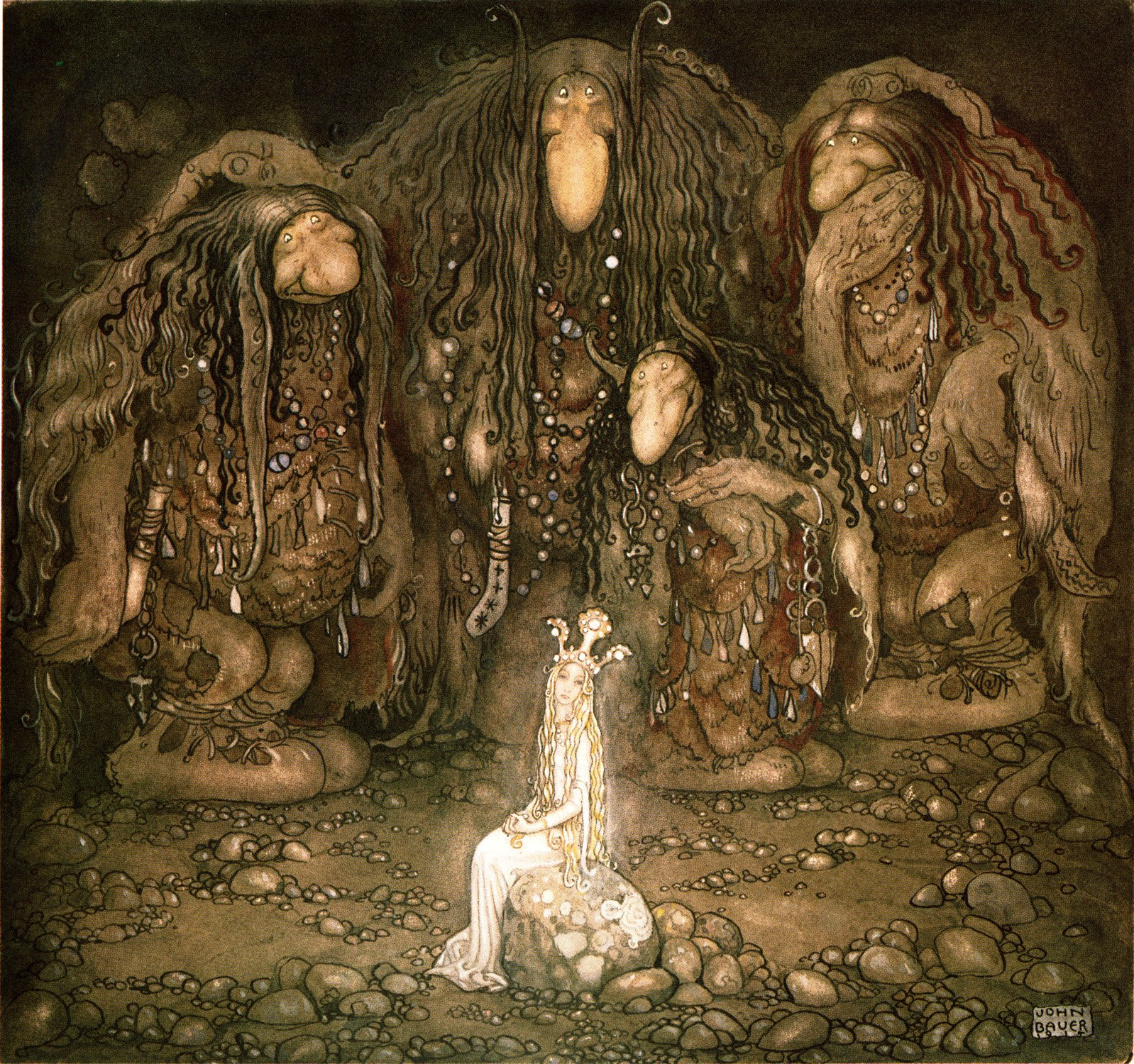
Titta på dem, sade trollmor. Titta på mina söner! Vackrare troll finns inte på denna sidan månen (1915)